# Acacia rigens
Acacia rigens é uma espécie de leguminosa do gênero Acacia, pertencente à família Fabaceae.

## Distribuição
É uma planta nativa da Austrália.